# Robbinsdale
Robbinsdale város az USA Minnesota államában, Hennepin megyében. Lakosainak száma 14 646 fő (2020. április 1.).

## Népesség
A település népességének változása:
| Lakosok száma | 1074 | 13 953 | 14 646 |
|               | 1890 | 2010   | 2020   |